# Lebensmittelanalytik
Lebensmittelanalytik ist eine angewandte Wissenschaft zur professionellen Untersuchung und Beurteilung der Qualität von Lebensmittel sowie der Lebensmittelsicherheit. Die Lebensmittelanalytik umfasst die Auswahl, die Entnahme und den Transport von Proben zum Labor, die anschließende Analyse und Befundauswertung im Labor sowie die abschließende Ergebnisübermittlung an den Auftraggeber.

## Analytische Methoden
Zu den analytischen Methoden gehören:
- Lebensmittelmikrobiologie: Untersuchung auf Lebensmittelkeime wie Bakterien, Pilze und Hefen
- Lebensmittelchemie: Untersuchung von chemischen Eigenschaften wie pH-Wert, Fettgehalt, Zuckergehalt oder Pflanzenschutzmittel
- Lebensmittelpräparation: Untersuchung der physikalischen Eigenschaften wie Kaliber, Zusammensetzung, Gewicht, Vorhandensein von Parasiten
- Lebensmittelsensorik: Untersuchung von Aussehen, Geschmack, Geruch, Mundgefühl, Farbe

## Grundprinzipien der Untersuchung von Lebensmitteln
In der Lebensmittelanalytik werden Produkte mit verschiedenen Untersuchungsmethoden getestet. Je nach Fragestellung grundsätzlich differenziert werden, kann zwischen:
1. dem klassisch-analytischen Ansatz, der „nach Zusammensetzung, Vorkommen bzw. Nicht-Nachweisbarkeit bestimmter Stoffe, Einhaltung von Grenzwerten und dergleichen unter Anwendung laborüblicher Technologien“[3] fragt und
2. dem forschungsorientierten Ansatz, der „nach Authentizität, Herkunft, Verfälschung und dgl.“[3] fragt.

Lebensmittel sind komplexe biologische Systeme, die auf unterschiedlichen Ebenen untersucht werden können. Hierbei unterteilt man die Ebenen in folgende fünf Bereiche ein:
- Genom
- Transkriptom
- Proteom
- Metabolom
- Isotopolom

Mit auf diesen Ebenen ansetzenden Analyseverfahren werden Daten gewonnen, aus denen wiederum „Hinweise auf die chemische und biologische Identität sowie die Herkunft der Rohstoffe mittels Anwendung multivariater statistischer Verfahren abgeleitet werden“ können.

## Relevanz
Die Lebensmittelanalytik hat als Aufgabe die Qualität und Sicherheit der Lebensmittel zu gewährleisten. Dadurch trägt die angewandte Wissenschaft zur Versorgung der Bevölkerung mit unverfälschten, nahrhaften und den gesetzlichen Vorgaben entsprechenden Lebensmitteln bei.

## Qualitätssicherung
Zur Qualitätssicherung in Laboren dient eine Akkreditierung nach DIN EN ISO/IEC 17025. Diese ist fünf Jahre lang gültig ist und wird in Deutschland von der Deutschen Akkreditierungsstelle in Berlin vergeben. Eine solche Akkreditierung dient weltweit als Kompetenznachweis.

## Berufsfeld

### Studiengänge
Inhalte der Lebensmittelanalytik werden unter anderem in folgenden Studiengängen vermittelt:
- Ökotrophologie
- Lebensmittelwissenschaften
- Lebensmittelchemie
- Ernährungswissenschaften[4]
- Lebensmitteltechnologie[5]

Studienorte in Deutschland sind unter anderem Köln, Rostock, Kiel, Münster, Steinfurt, Gera, Leverkusen, München, Stuttgart, Potsdam, Jena, Lübeck, Gießen, Mönchengladbach, Halle, Berlin, Hamburg und Bonn.